# ديد إت أغين
«ديد إت أغين» (بالإنجليزية: Did It Again)‏ أو «فعلتها مجددا» هي أغنية للفنانة الأسترالية كايلي مينوغ، وظهرت في الأصل على ألبومها السادس إمبوسيبل برينسس (1997). أصدرت الأغنية بوصفها الثانية من الألبوم يوم 24 نوفمبر 1997 من خلال شركات بي إم جي، ديكونستراكشن، مشروم. قامت مينوغ بتأليف الأغنية بالاشتراك مع ستيف أندرسون وديف سيمان، وأنتجتها مينوغ بالتعاون مع براذرز إن ريذم. الأغنية هي من صنف البوب روك وتدعمها أصوات الإيتار والطبل، وتغني مينوغ في الكلمات عن الوعي بالذات وكراهية الذات.
كانت ردود النقاد على الأغنية إيجابية في معظمها؛ وأشاد بعضهم بتأليف الأغنية، وأشاروا إلى أنها أغنية بارزة في مسيرة مينوغ. بلغت الأغنية المركز 15 في قائمة الأغاني في أستراليا، ومنحت تصنيف الذهب من قبل اتحاد صناعة التسجيلات الأسترالية (ARIA). كما بلغت المركز 14 في المملكة المتحدة. أخرج بيترو رومانهي فيديو كليب الأغنية، والذي أظهر أربعة نسخ من مينوغ في ملابس مختلفة، وتقاتل بعضها البعض.
روجت مينوغ للأغنية بتأديتها على برنامج ناتورال لوتري لايف ومحطة إم تي في يو كي. وأدرجت لاحقا على جولتها الموسيقية إنتيميت أند لايف عام 1998. أدخلت الأغنية لاحقا على ألبوم مينوغ التجميعي كونفايد إن مي (2002)، ألتيميت كايلي (2004)، كونفايد إن مي: إريزيستيبل كايلي (2007).